# Rosie (2013)
Rosie ist ein Schweizer Filmdrama von Marcel Gisler. Er wurde im Januar 2013 als Eröffnungsfilm der 48. Solothurner Filmtage uraufgeführt und lief ab dem 30. Mai 2013 in den Schweizer Kinos.

## Handlung
Rosie ist eine lebensfrohe und starrköpfige Witwe über Siebzig. Sie raucht viel und trinkt auch gern ein Gläschen. Eines Tages erleidet sie einen Schlaganfall und wird ins Spital eingeliefert, wo sie von ihren beiden Kindern besucht wird. Sophie ist unglücklich verheiratet und lebt mit Mann und Kind in St. Gallen. Lorenz, ein erfolgreicher Schriftsteller, der in Berlin lebt, ist in einer Schaffenskrise. Beide können sich nicht um ihre Mutter kümmern. Rosie selbst glaubt, dass sie mit etwas Hilfe ihrer Nachbarin weiter in ihrem Haus in Altstätten wohnen bleiben kann und noch lange nicht in ein Alten- oder Pflegeheim gehen muss.
Als sich Rosies Zustand wieder verschlechtert und sie die Hilfe der ambulanten Pflege nicht annehmen mag, reist Lorenz wieder öfter nach Altstätten, um seiner Mutter behilflich zu sein. Beim Einkaufen trifft er dort auf den viel jüngeren DJ Mario, der seit langem ein großer Fan von Lorenz’ schwuler Literatur ist. Es kommt zu einer Affäre, die von Mario ausgeht, der ihn seit Jahren bewundert. Lorenz sieht darin nur die Schwärmerei eines jungen Liebhabers.
Als Lorenz wegen der Promotion-Tour für sein neues Buch wieder in Berlin ist und auch Sophie keine Zeit hat, sich um Rosie zu kümmern, hilft Mario aus, so viel er kann.
Zurück in Altstätten trifft Lorenz beim gemeinsamen Familienessen in einem Aussichtslokal am Ruppenpass einen alten Freund des verstorbenen Vaters. Rosie will mit ihm nicht reden. Sie erklärt mit keinem Wort, warum sie später nie mehr Kontakt zu dem Mann hatte, der doch auch Freund der Familie war. Lorenz kommt auf der Spurensuche nach seinem Vater allmählich hinter das Geheimnis, das Rosie schon jahrelang mit sich herumträgt.

## Hintergrund
Die Geschichte habe viel Autobiographisches. Er habe schon lange einen Film machen wollen, in der die Geschichte seiner Eltern eine wichtige Rolle spielt, sagte der Regisseur in einem Interview.

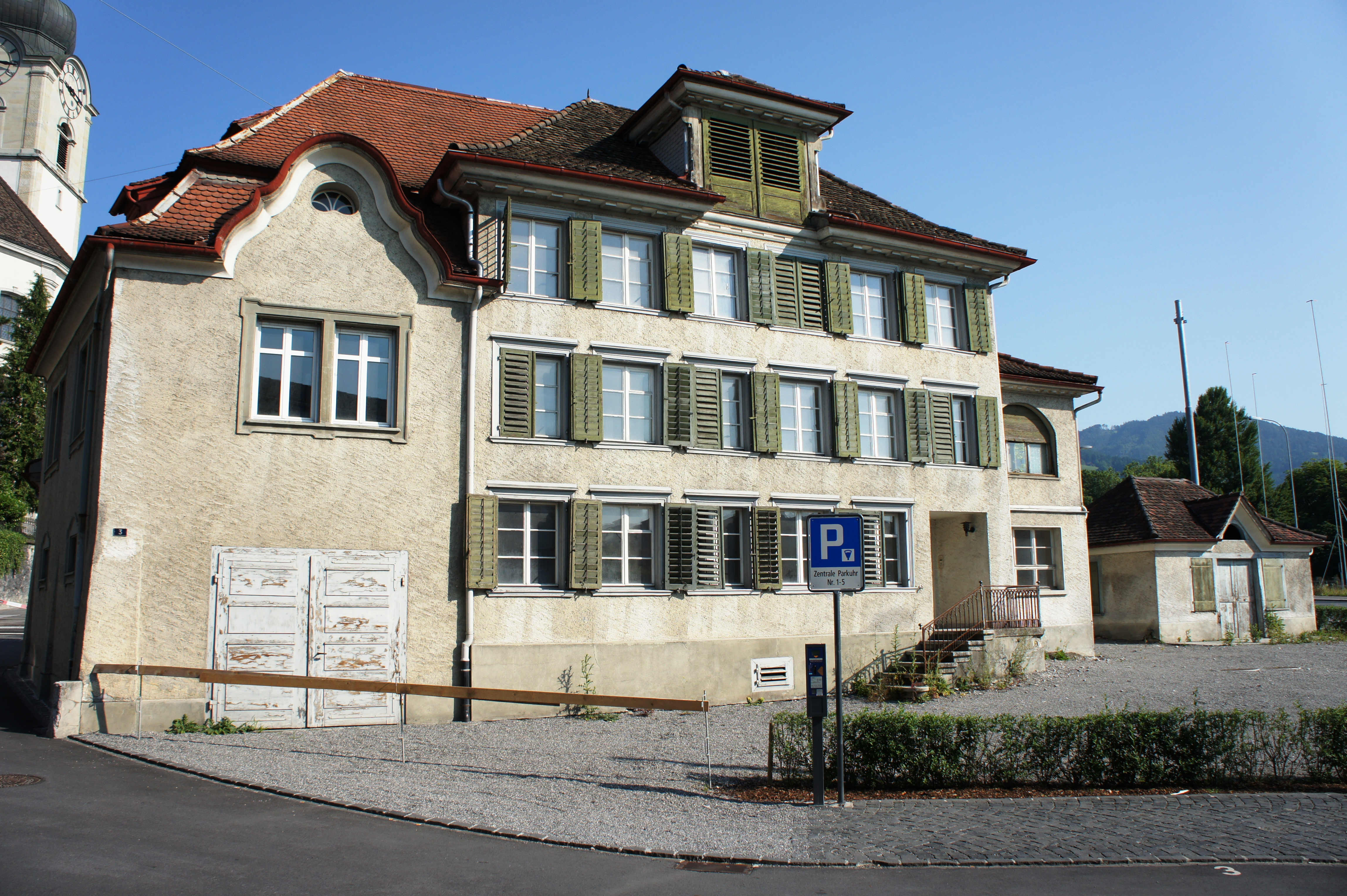
Das Balmerhaus in Altstätten, Rosies Zuhause im Film

## Drehort
Der Film spielt in der Ostschweiz, wo er auch in der zweiten Jahreshälfte 2012 gedreht wurde. Ein Großteil der Aufnahmen fand an Originalschauplätzen in Altstätten statt, wie dem SBB-Bahnhof, dem örtlichen Coop, dem Restaurant Freihof, dem Gasthaus Ziel und dem Seniorenheim «Haus Viva». Rosie «wohnt» im «Balmerhaus» in Altstätten.

## Kritik
„Rosie ist böse, liebreizend, verschlagen, grossherzig, anspruchsvoll, kokett, durchtrieben, liebesbedürftig, herrisch, zärtlich, derb, treu… wunderbar! Es gibt selten Filme, die einer Figur und damit einer Schauspielerin (Sibylle Brunner) einen solchen Resonanzraum bieten wie «Rosie».“

„Und die gestochen scharfen schweizerdeutschen Dialoge ohne jede Peinlichkeiten und die Tatsache, dass Regisseur Marcel Gisler in seinem Drama auch grosse Gesten und Pathos nicht scheut, machen «Rosie» zu einem Deutschschweizer Spielfilm, der weit über das meiste der letzten Jahre hinausragt.“

## Auszeichnungen
- Für ihre Hauptrolle gewann Sibylle Brunner den Schweizer Filmpreis 2013 als beste Darstellerin.
- Den Publikumspreis als «Bester Spielfilm 2013» bekam der Film am Schwullesbischen Filmfestival Pink Apple in Zürich.
- 2013 war Rosie als einziger Schweizer Film für den Europäischen Filmpreis nominiert.
- 2013 erhielt der Film den Zürcher Filmpreis als bester Spielfilm.
- In Prag wurde der Film beim «Gay and Lesbian Film Festival Mezipatra» 2013 mit dem Hauptpreis ausgezeichnet (Bester Spielfilm).
- Beim 29. Gay and Lesbian Filmfestival 2013 in Ljubljana erhielt der Film den Publikumspreis.

## Fussnote
1. ↑  Marcel Gisler erinnert sich an seine jugendliche Arroganz Aargauer Zeitung, Artikel vom 23. Mai 2013
2. ↑  Dreharbeiten im Balmerhaus (Memento des Originals vom 27. April 2014 im Internet Archive)  Info: Der Archivlink wurde automatisch eingesetzt und noch nicht geprüft. Bitte prüfe Original- und Archivlink gemäß Anleitung und entferne dann diesen Hinweis. Der Rheintaler online, Artikel vom 18. Juli 2012
3. ↑  Mut zum grossen Drama und zum Risiko Artikel von Geri Krebs in der NZZ vom 28. Januar 2013